# Гжегужкі

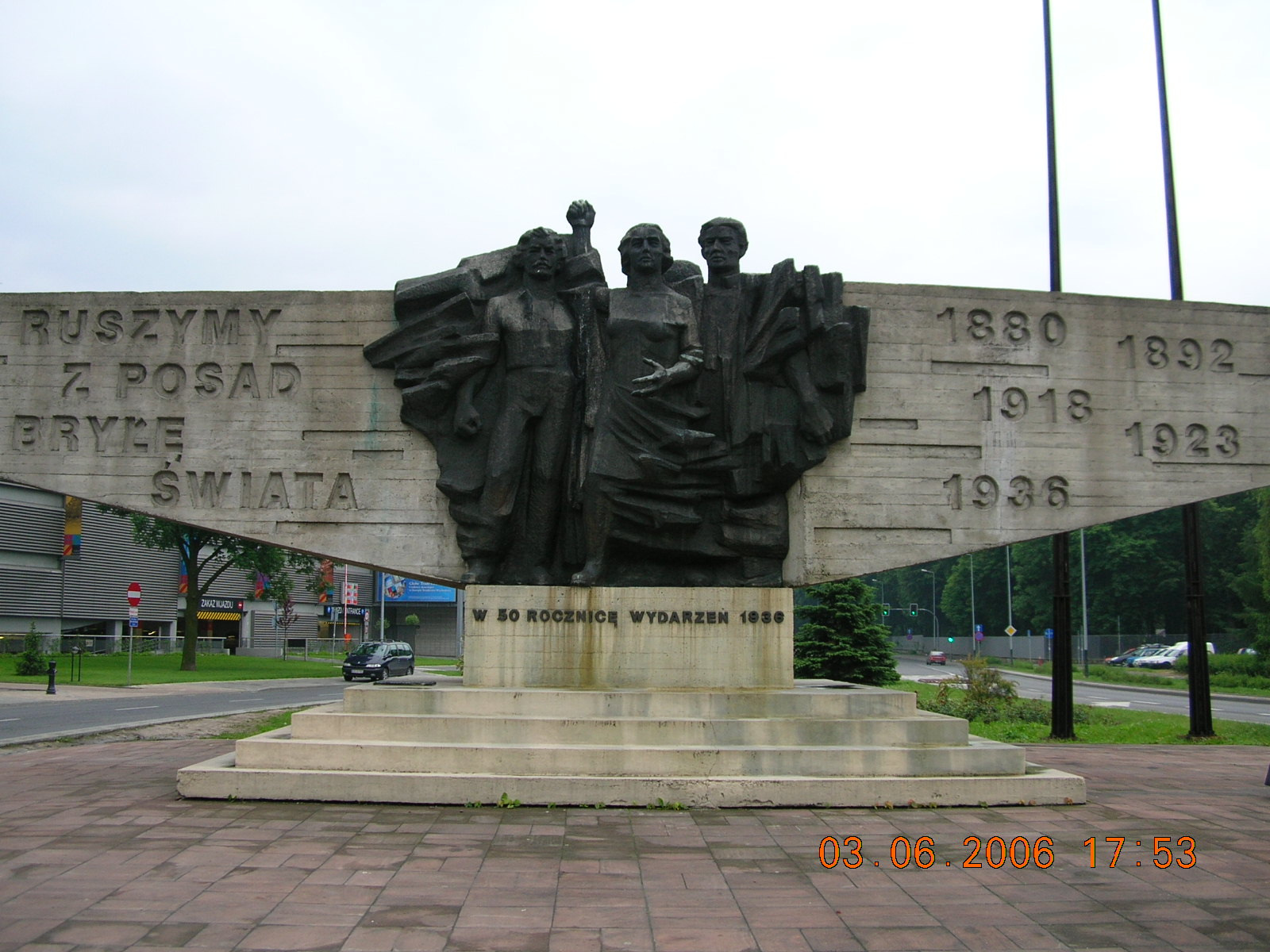
Пам'ятник збройному подвигу краківського пролетаріату (Пам'ятник семперитистам)

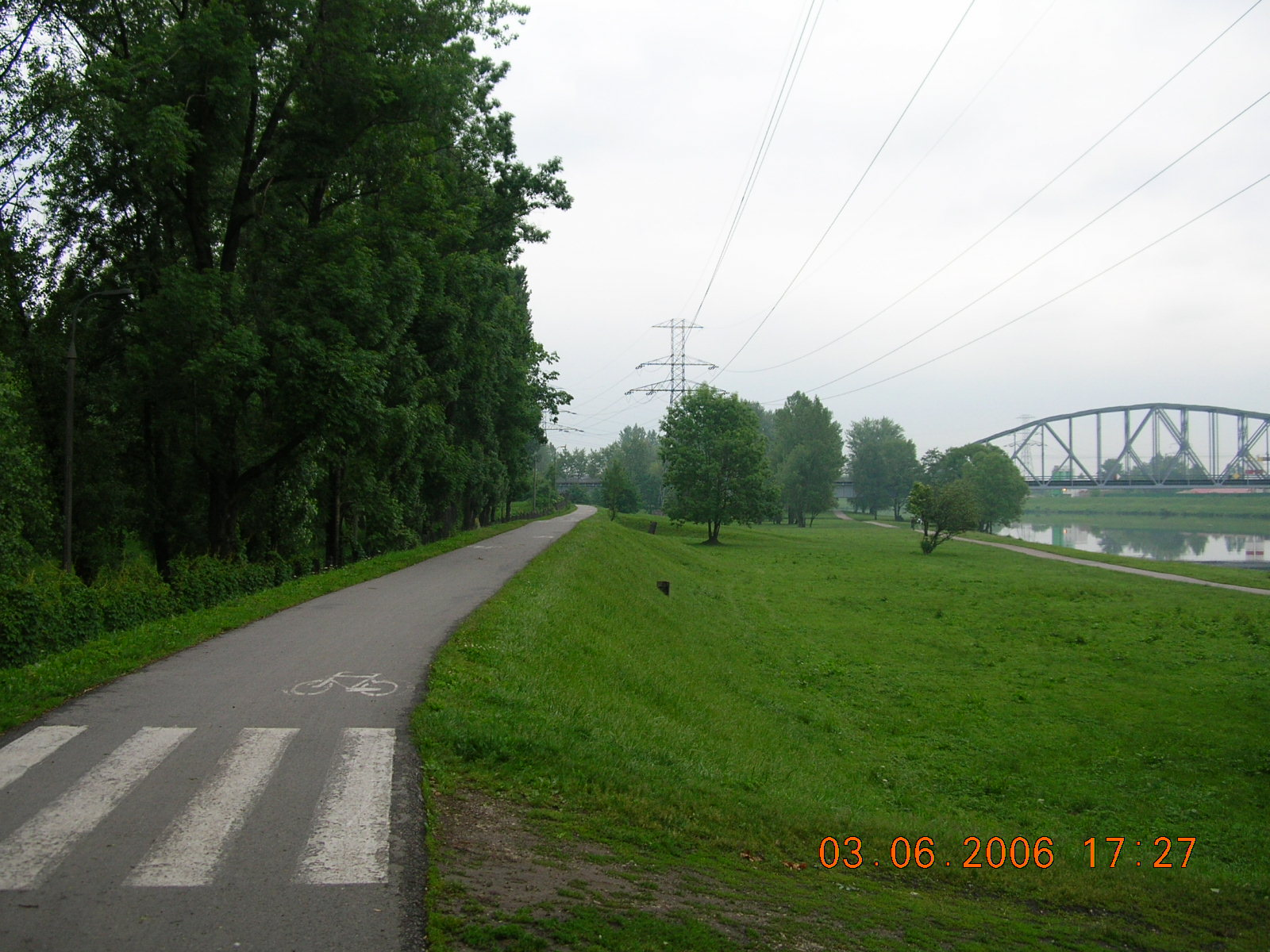
Віслинський бульвар

Гжегужкі (пол. Grzegórzki) — колишнє село поблизу Кракова, розташоване на лівому березі Старої Вісли. Це частина Краківської дільниці II Гжегужки, на схід від центру міста.

## Історія
Назва цього села під Краковом була відома ще в 1388 році, коли сини сандомирського землевласника Яна Борека продали місту село Гжегожовіце, розташоване на березі нині неіснуючої гілки Вісли, за костелем св. Миколая. Назві Гжегужкі, раніше Гжегожковіце, Гжегосдорф, Воля Гжегожовська, пов'язані з прізвищем малопольських магнатів Топорчиків гербу Леліва, які колись були власниками цих теренів.
Починаючи з 15 ст Гжегужкі та сусіднє Домбе утворювали господарську одиницю, яку краківська міська рада здавала в оренду або продавала з правом викупу заможним міщанам і краківським радникам. Краківське село знаходилось у другій половині XVI століття в Прошовицькому повіті Краківського воєводства. У середині ХІХ ст Гжегужки та сусідні Пяски утворили сільську гміну під юрисдикцією краківського магістрату. У 1858 році в Ґжегужках на Віслі австрійці збудували укріплення внутрішнього кільця фортеці Краківського бастіону VI, яка невдовзі завалилася через мулистий ґрунт біля річки. У 1871 році за проєктом Мацея Морачевського була побудована міська бійня. На рубежі 19-го і 20-го століть у Гжегужках відбулося посилення індустріалізації, було засновано багато нових промислових підприємств і ремісничих майстерень, напр. фабрика сільськогосподарських машин та обладнання Марціна Петерсейма, у 1906 році Едмунд Желенєвський переніс частину своєї фабрики з вул. Кроводерської (акціонерне товариство «Привілейована фабрика машин Желенєвського»). Окрім неї, у Ґжегужках працювали: лісопильний завод С. Буржинського, Фабрика столярних виробів Р. Мураньї, Фабрика парових меблів, Фабрика паперових виробів Я. Пакановського, Автомобільна та вагонна фабрика Ю. Орліцького, Польсько-швейцарська шоколадна фабрика «Сухард», Польський гумовий завод «Семперіт» та ін.
Завдяки президенту Юліушу Ле — творцю концепції Великого Кракова — Ґжегужки були включені до міської території 1 квітня 1910 року. Безпосередньо перед початком Другої світової війни міська рада придбала землю в Ґжегужках, щоб побудувати ринок, навколо якого розвинулися магазини та кіоски, утворивши торгову площу, яка все ще діє.

## В даний час

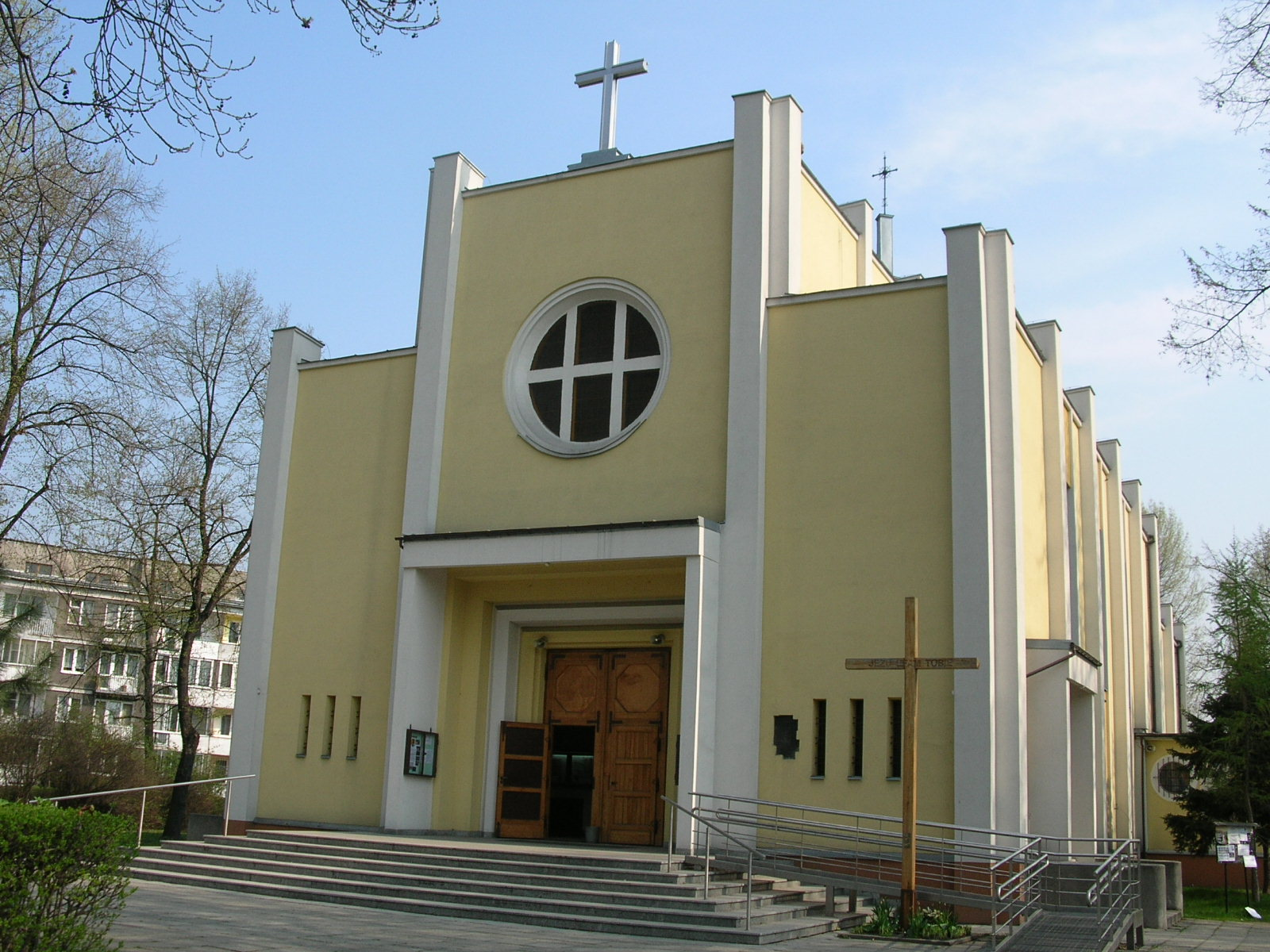
Костел св. Казимира

вул. Гжугужецька є однією з найважливіших магістралей Кракова. Гжеґужки починаються залізничним віадуком, побудованим над Старою Віслою (1863), який відділяє її від Велополя. На вул. Гжегужецькій, 16, у 1893—1896 роках було збудовано будівлю Collegium Medicum Ягеллонського університету, спроєктовану в еклектичному стилі архітектором Юзефом Сари. Архітектор Єжи Струшкевич у 1929 р. спроєктував вул. Гжегужецькій, 18 будівлю урологічної клініки. У 1926—1930 роках у стилі модерн був збудований Медичний студентський будинок за проєктом Єжи Струшкевича та Максиміліана Бурстіна.
У 1949 році на території, прилеглій до залізничної колії, почалося будівництво першого робітничого житлового масиву. Наприкінці 2000 року було введено в експлуатацію Котлярський міст, який з'єднує район Гжегужкі з Подгуже. На вул. Гжегужецькій, 71 знаходиться краківський театр «Варєте» (колишня будівля кінотеатру «Звьонзковєц»).
Між проспектом Ігнація Дашинського та вул. Підгурською, на місці муніципальної бійні збудовано торгово-розважальний комплекс «Галерія Казімєж», назва якого пов'язана з сусіднім до Гжегужек Казімєжем.
При проспекті Ігнація Дашинського у 1986 році було відкрито Монумент збройного подвигу краківського пролетаріату (Пам'ятник семперитистам) за проєктом Антонія Гайдуцького. Він присвячений подіям березня 1936 року, коли на фабриці Польської гумової фабрики «Семперіт» відбувся криваво придушений поліцією окупаційний страйк.
Вздовж вул. Подгурської тягнеться широкий шматок зелені. Цією вулицею колись проходила залізнична колія станції Краків Гжегужки, яка була початком лінії на Кочмиржув і основою під'їздів до найближчих заводів.
У 2013 році на місці колишніх закладів машин будівничих і апаратури ім. Людвіка Желєнєвського (у 2008 р. перенесено до Неполоміце), збудовано житловий комплекс «Віслянські тераси», а у 2019 р. — «Віслянські тераси 2.0». Того ж року на вул. Марка Стаховського (біля бульвару Курляндського) збудовано сучасний житловий будинок «Pianissimo», а на вул. Франческо Нулло — Житловий масив парку Гжегужського.
На вул. Семперитів є Зал Царства Свідків Єгови. Бульвари Вісли є місцем відпочинку для мешканців Гжегужек.

## Інфраструктура

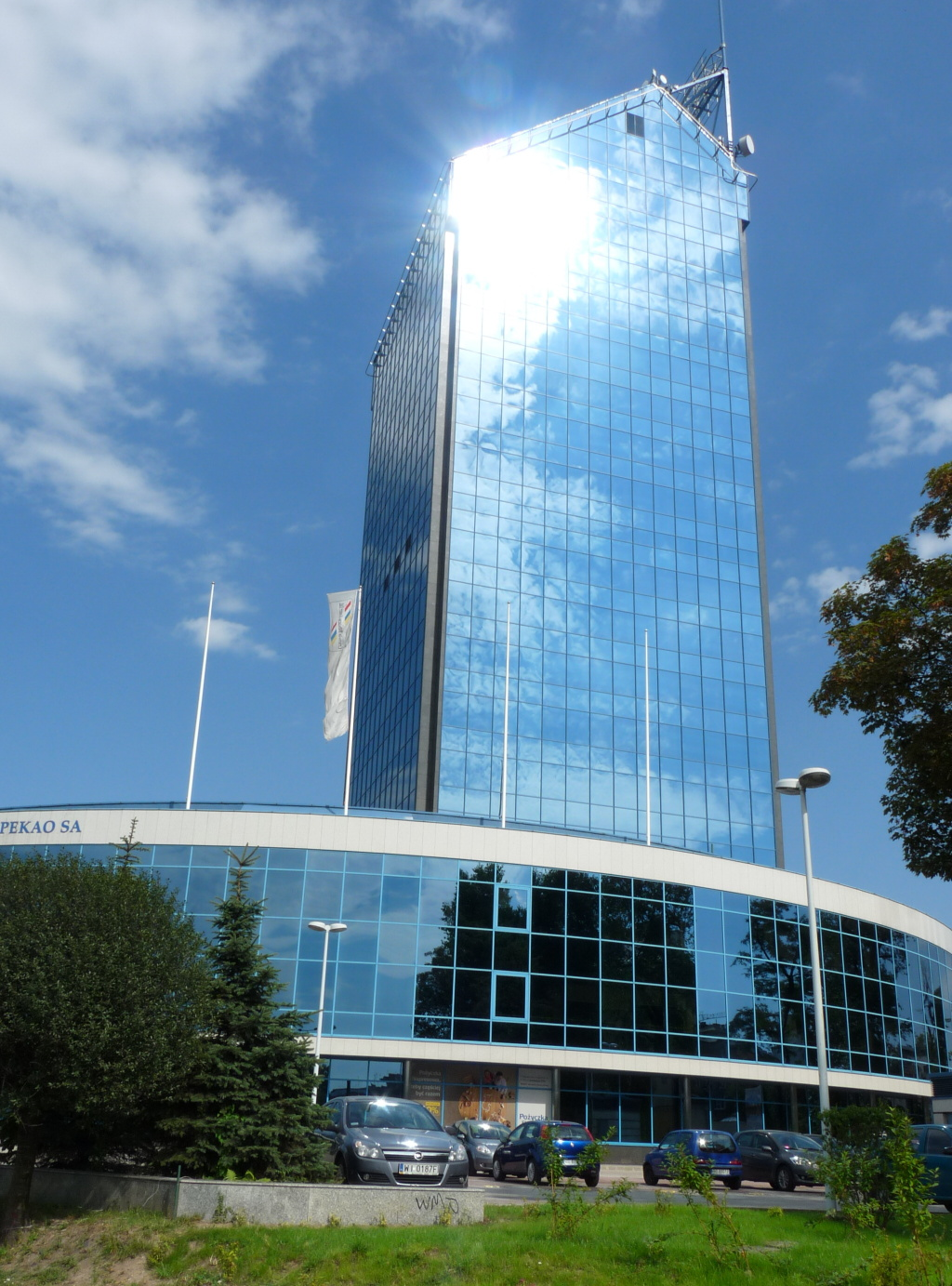
Бізнес-центр «Краковія»

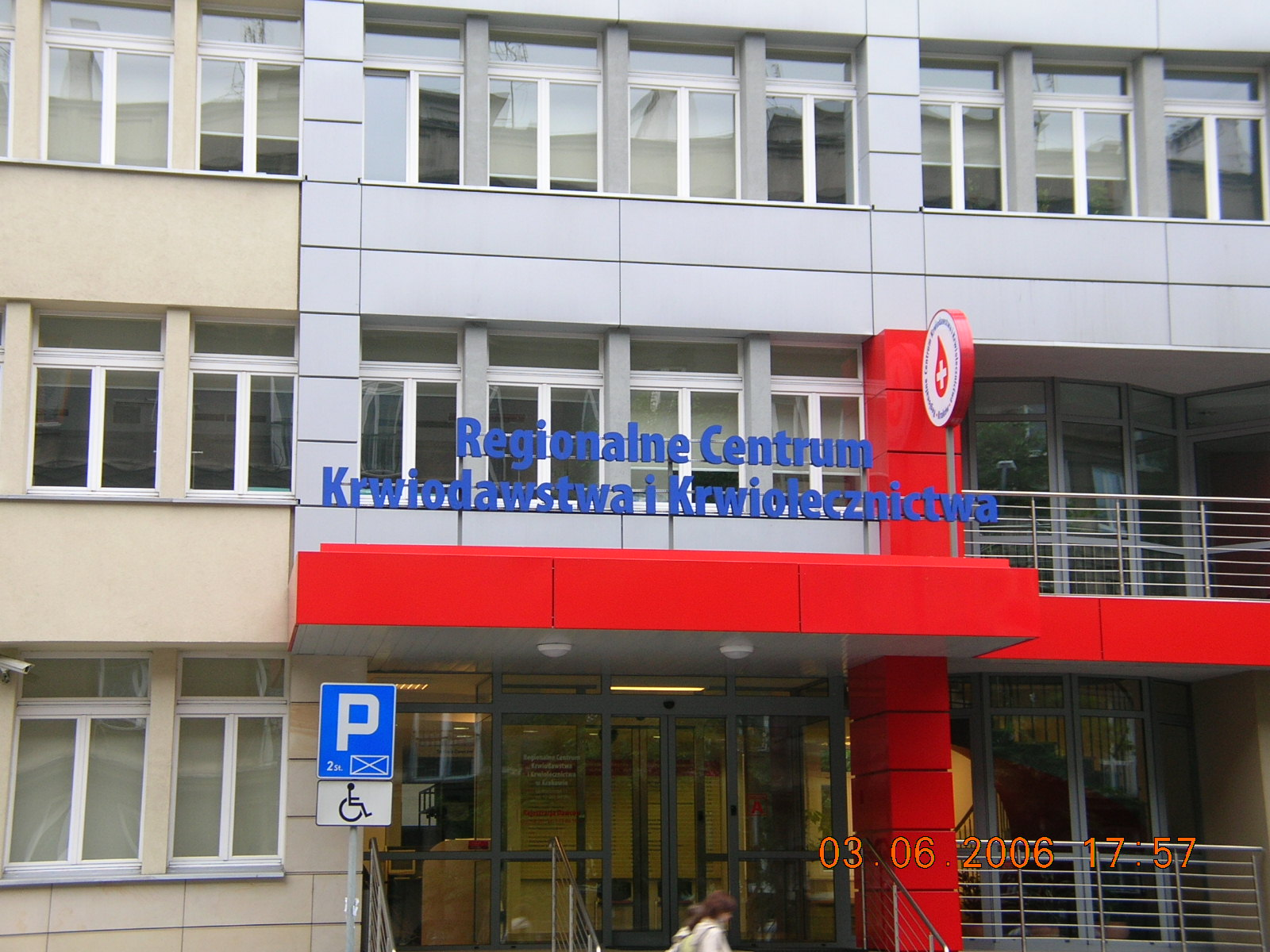
Обласний центр донорства та гемотерапії

У Гжегужках є, наприклад, Ринкова площа «Юнітарг». Мешканці Гжегужек можуть користуватись, наприклад, басейном Університету фізичного виховання, стадіоном Спортивного клубу «Гжегужецкі» або ковзанками Спортивного клубу «Краковія».

### Навчальні заклади
- Приватний дитячий садок «Під зірками» (раніше: дитячий садок № 27)[3]
- Початкова школа № 10
- Початкова школа № 38
- Початкова школа № 18
- Початкова школа № 39
- VIII Ліцей загальноосвітний
- ХІІІ Ліцей загальноосвітний
- Комплекс шкіл ремесел і підприємництва ім. кардинала А. Сапєги у Кракові

### Торгово-розважальні центри
- Галерея «Казімєж»

### Лікувальні корпуси
- Університетська лікарня
- Лікарня Святого Юра Лазаря
- Дитяча лікарня Святого Патрика

### Спортивні споруди
- тенісні корти
- Центр гімнастики
- Ковзанка «Краковія».
- стадіон «Гжегужецький»

### Театри
- Театр «Варєте» у Кракові

## Комунікація
Гжегужкі знаходиться в одному кілометрі на схід від центру Кракова. Цей район розташований на схід від старого русла Старої Вісли. На кордоні Ґжегужек та Домбії проходив залізничний шлях Краків — Кочмиржув, прокладений у 1899 році. В районі сьогоднішньої АЗС на пр-ті Дашинськогo була залізнична лінія Краків-Тарнув. У 1900 р. збудовано філію Чижини- Могила, яка була ліквідована у 1950-х роках.

## Ринок та ринкова площа «Юнітарг»

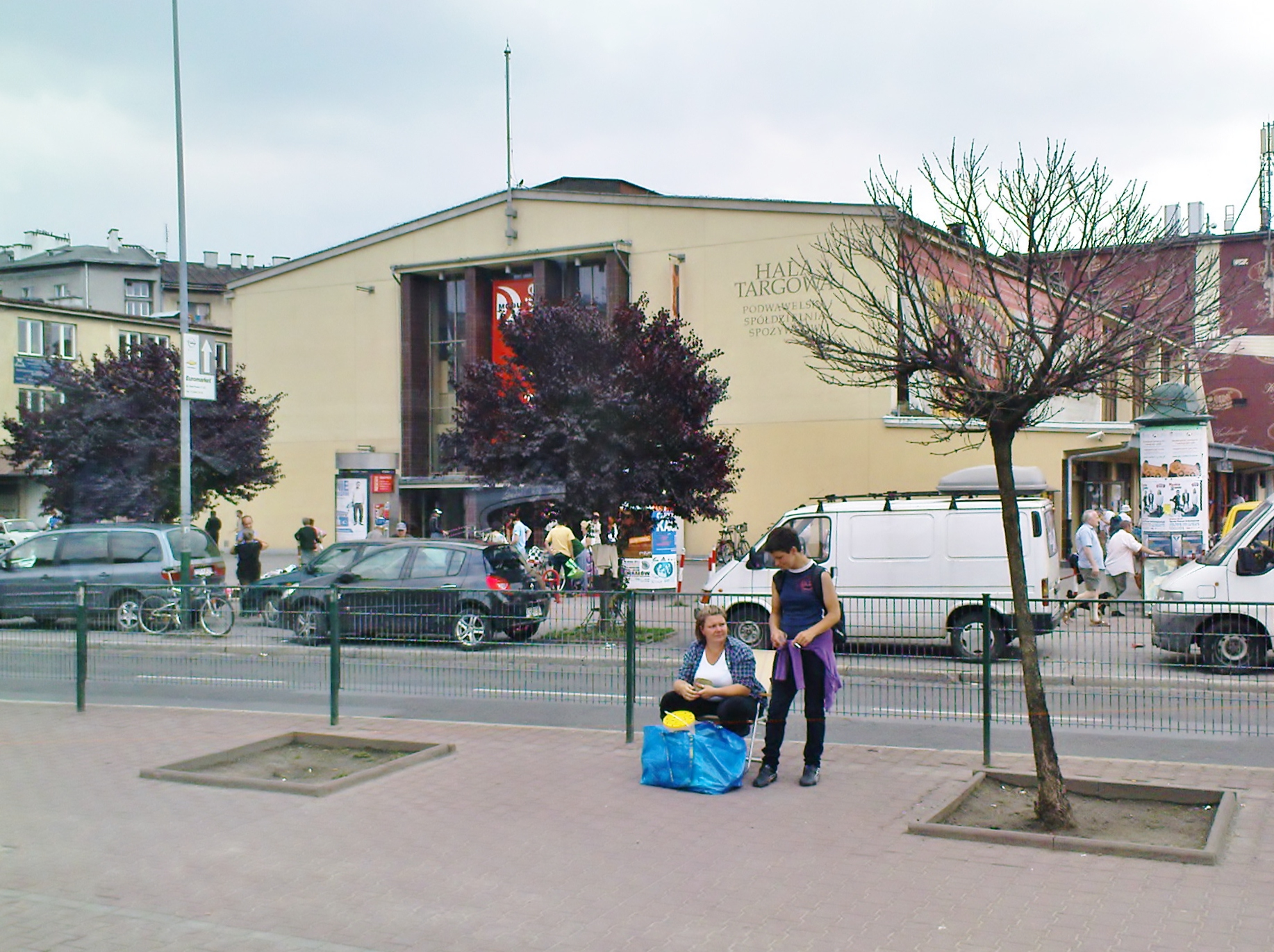
Ринок

Окрім будівлі колишнього базару, тут є також ринкова площа, якою керує Торгове товариство «Юнітарг». З понеділка по суботу на площі переважає торгівля харчовими продуктами та одягом. Щонеділі тут проходить барахолка.